# Géza Gárdonyi
Géza Gárdonyi (rođen je kao Géza Ziegler) (Gárdony-Agárdpuszta, 3. kolovoza 1863. – Eger, 30. listopada 1922.) je bio mađarski pisac, pjesnik, dramatičar, novinar, počasni član Mađarske akademije znanosti.
Od 1881 je predavao u osnovnoj školi, zatim u 1885 je postao novinar (Jura, Segedin, Arad, Budimpešta). Kasnije je postao jedan od najvećih romanopisaca u mađarskoj književnosti. Nije član nijedne književni krug, njegova je proza podijeljena u tri tematska područja. Godine 1890, on je pisao kratke priče i priče u popularnim raspoloženju (Az én falum – Moje selo, 1898), do kraja stoljeća povijesnih romana (Egri csillagok – Egerske zvijezde, 1901; A láthatatlan ember – Nevidljiv čovjek, 1902; Isten rabjai – Slave Božje, 1908), psihološke romane (Szunyoghy miatyánkja – Oče naš Szunyoghyju, 1913; Ida regénye – Roman o Ida, 1920). Njegove drame i poezija bila manje izražena. Gárdonyi je bio ekscentričan čovjek, legendarni lik u njegovu životu vrijeme ("pustinjak Egera").

## Vanjske poveznice
- Biografija (engl.)